# 美国电影
美国电影（英語： 或 ）又稱好莱坞（Hollywood）指的是在美国或者由美国制片商制作的电影，对世界电影业有着极其深远的影响。如今，美国电影工业年均产出数百部影片，商业获利规模位居世界之冠，同时也是电影摄影和制作技术发展的先驱。相對全球其他電影工業，好萊塢效率與精密分工、大手筆的投資，諸如大片生產、簽約制度等運作方式，高概念的美學風格，以及電影相關行業與廠商高度集中的產業聚落，使得今日的好萊塢，被人稱作「電影工業的世界中心」。美国电影多属于古典好莱坞电影风格，这种风格于1913年至1969年发展成熟，时至今日仍然是大多数美国电影的典型风格。
虽然法国卢米埃尔兄弟被公认为现代电影的创造者，但美国电影业很快在世界电影业发展的初期成为主导。1878年，摄影师埃德沃德·迈布里奇开创了以摄影方式记录运动画面的先例。1894年，纽约举办世上首次商业影片展，以托马斯·爱迪生发明的活动电影放映机展现运动画面。无声电影此后步入蓬勃发展，产生诸多制片工作室，迁至加利福尼亚展开制片工程，电影的片长越来越长，故事情节也越来越丰富。世上首部有声电影是美国导演艾伦·克罗斯兰执导的《爵士乐歌星》（1927年），成为有声电影产业的先驱。自20世纪早期以来，美国电影工业大多扎根于加利福尼亚洛杉矶的好莱坞，“好莱坞”也因此成为美国电影工业一个流行的别称。
美国电影业年均产出至少700部英语电影，这个数目比任何单一语种国家的电影工业所产出的影片都要多。好莱坞被视为历史最悠久的电影业基地，最早的电影制片厂和制片公司都产生于此，多种电影类型也诞生于此，包括喜剧片、戏剧片、动作片、歌舞片、爱情片、恐怖片、科幻片、史诗片等，也为其他国家的电影工业留下范例。好莱坞也是跨国电影工业的摇篮，曾为一些影片制作非英语版本，当代也常常将制片工作外包给加拿大、澳大利亚和新西兰。
美国电影业有着强大的盈利能力，史上创下全球超高票房收入的影片多出自美国的数个主要电影公司；在美国之外的国家，许多来自好莱坞的卖座影片也都曾取得商业上的成功。
美国电影孕育了诸多杰出的导演和影片。D·W·格里菲斯是“电影语言”概念的重要奠基人；奧森·威爾斯执导的《公民凯恩》（1941年）被许多评论家视为史上最为杰出的电影。

## 历史

### 起源

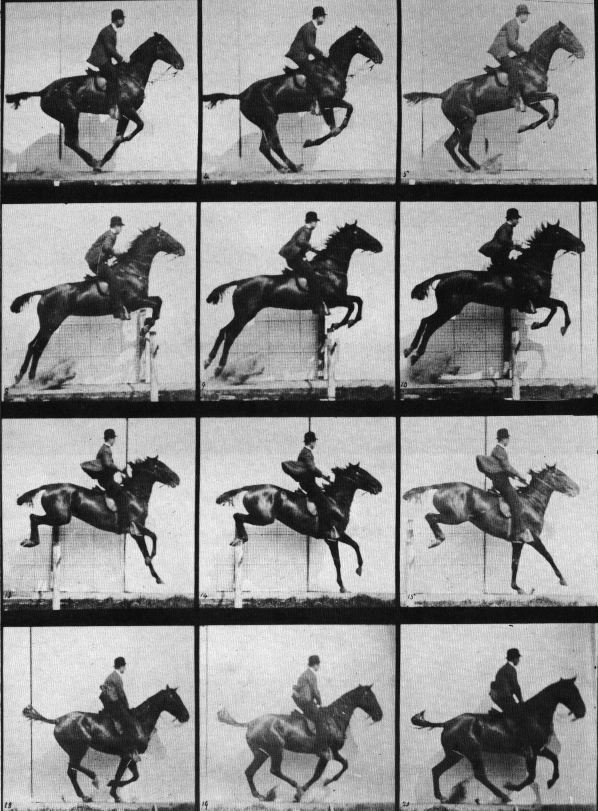
埃德沃德·迈布里奇的奔马

有记录的第一张捕捉并再现运动的照片记录为埃德沃德·迈布里奇在加利福尼亚的帕罗奥多拍摄的一组奔马照片。在拍摄时，他将一组静止的照相机摆于一排。他的成就促使各地的发明家开始尝试制作类似功能的装置，以捕捉此类运动。在美国，托马斯·阿尔瓦·爱迪生就是最早开始制作这类装置的人之一，他制成了活动电影放映机，但由于该装置的专利实施很严格，致使早期的电影制作人只能寻找替代品。
在美国，最初只是在轻歌剧的间歇为许多观众放映电影。企业家的各种电影展示活动，促使了戏剧性电影制作的首次世界范围性的尝试。
在美国电影业发展的早期，纽约是电影制作的中心。位于皇后区的考夫曼·阿斯托里亚制片厂（Kaufman Astoria Studios）创建于无声电影时期，那时马克思兄弟和W·C·菲爾茲在那里工作。此外，曼哈顿的切尔西也是电影制片的主要场所。奥斯卡最佳女主角玛丽·毕克馥的很多早期电影也是在这个地区拍摄的。但是，因一年四季的宜人气候，好莱坞成为电影拍摄的更佳选择。

### 好莱坞的崛起
在1910年初，美国电影放映机与传记公司（American Mutoscope and Biograph Company）派导演大衛·格里菲斯带着他的演员团队到西海岸去拍摄电影，演员包括巴兰彻·斯威特（Blanche Sweet）、呂倫居殊、玛丽·碧克馥、莱昂纳尔·巴里摩尔等。他们在洛杉矶市中心乔治亚街附近的一个空旷外景地开始了拍摄。当时，公司又决定开发新地区。于是他们又向北前进了几英里，到达好莱坞。当时还是小村庄的好莱坞，非常愿意让电影公司在那里拍电影。之后，格里菲斯完成了在好莱坞拍摄的第一部电影。这部电影叫做《在古老的加利福尼亚》（In Old California），是一部传记式情节剧，描述18世纪初的加利福尼亚，当时还隶属于墨西哥。美国电影放映机与传记公司的人员在好莱坞待了数月，又继续拍摄了幾部电影，才返回纽约。当时是1913年，在听说了该公司在好莱坞取得的成功后，很多电影制作公司也纷纷向西挺进，以避免托马斯·爱迪生的电影制作工艺的专利费。在加利福尼亚的洛杉矶，电影公司和好莱坞同步发展起来。第一次世界大战前，电影仅能在几个美国的城市完成。但随着电影业的发展，电影制作公司被吸引到加利福尼亚南部，因为那里气候温和、阳光明媚，一年四季都可在户外拍摄，那里还有各种各样的布景。虽然电影（特别是美国电影）的起始点众说纷纭，但是格里菲斯于1915年拍摄的史诗电影《一个国家的诞生》，成为全世界第一个电影词汇，至今仍在胶片史上占据重要地位。
在20世纪早期，当媒体还是新事物的时候，很多犹太移民在美国电影业中找到了工作，并留下了自己的足迹：在临街的五分钱剧院（Nickelodeon）中放映电影短片（剧院取此名是因为当时的门票价格为五分钱）。一些年后，其中有抱负的电影人，如塞缪尔·戈尔德温、威廉·福克斯、卡尔·拉姆勒、阿道夫·朱克尔（Adolph Zukor）、路易斯·B·迈尔（Louis B. Mayer）和华纳兄弟（即哈利、亚伯特和杰克）纷纷转到电影制作上，很快就成为了新型企业，即电影公司的巨头。（当时还有一位身兼女导演、也是制作人和电影公司巨头的人物爱丽丝·居伊）他们为电影业的国际化奠定基础；不过美国电影业常被指责为以美国为中心的偏狭观念。
一战后，一些欧洲导演恩斯特·劉別謙、阿尔弗雷德·希区柯克、弗里茨·朗、让·雷诺阿，以及演员魯道夫·范倫鐵諾、玛莲娜·迪特里茜、罗纳德·考尔曼和查尔斯·鲍育（Charles Boyer）等电影人纷纷来到美国。他们加入了一个演员的自我发掘时代——在有声电影诞生后，纽约城剧院的演员纷纷加盟了这个20世纪最受瞩目的发展行业。20世纪40年代中期，电影行业达到高峰期——美国影院每年上映约400部电影，每周有近9000万美国民众前去影院观看。

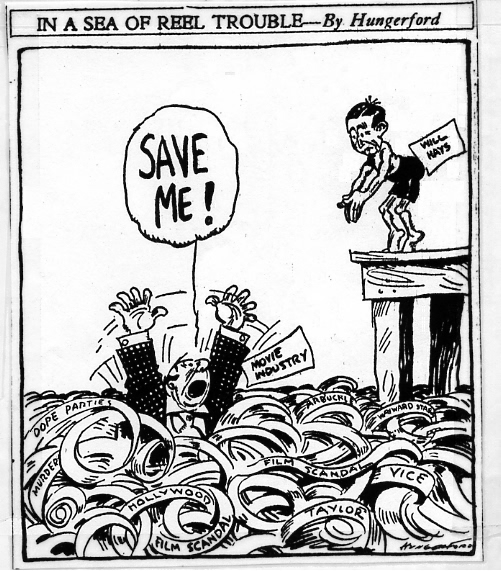
“威廉·海斯拯救美国电影业”，出自美国漫画家赛勒斯·亨格福德（Cy Hungerford），1922年

20世纪20年代后期，有声电影在好莱坞逐渐升起。1927年，首部有声电影《爵士歌手》使用维他风唱片机，同年5月，西方电气公司旗下分部电器研究产品有限责任公司（简称ERPI）在电影配音方面获得垄断权。有声电影一方面的影响就是许多无声电影演员接不到工作，因为他们多数人的嗓音糟糕或是记不住台词。1922年，美国政客威廉·哈里森·海斯（Will H. Hays）离开政坛，组建了前身为电影制作室组织的美国电影制片发行商协会（MPDAA），该协会在其退休后改为美国电影协会。
有声电影的发展早期，美国的电影制片厂发现他们的有声作品不为非英语国家的电影市场所接受，甚至在其他的英语国家中也遭到冷遇，原因是那时的同步配音技术仍相当不成熟。解决办法之一是制作与之对应的外文版好莱坞电影。1930年左右，美国公司在法国茹安维尔勒蓬建立了一家电影制片厂。多个不同的电影摄制组在那里分时工作，他们使用相同场地，穿着相同服装，甚至绝大部分的场景也是相同的。国外的失业演员、剧作家、选秀比赛中的优胜者经过筛选后被派往好莱坞去拍摄好莱坞英语电影对应的非英语版电影。这些版本的电影的拍摄预算不高，由二流的只会讲英语的美国导演执导，通常在晚上拍摄。西班牙语摄制组中包括了路易斯·布努埃尔，恩里克·嘉蒂耳·彭塞拉（Enrique Jardiel Poncela），莎维尔·库加（Xavier Cugat）和埃德加·内维列（Edgar Neville）等人。因为以下原因，这些片子在其预期市场上映后并不成功：
- 预算过少；
- 很多舞台演员此前并无电影拍摄经验；
- 原声版的电影常常是二流作品，制片公司认为好片子本来就颇受欢迎，无须拿来再拍成外文版的；
- 片中外国口音混杂，这让观众听起来很别扭。以西班牙语的翻版片为例，片中就掺杂了卡斯提尔语、墨西哥语和智利语口音。
- 一些地区的剧院缺乏音响设备。

尽管如此，一些外文版的好莱坞电影绝对可以和它们的原声版相媲美，西班牙文版的《惊情四百年》就是其中一。到了20世纪30年代中期，同步配音技术已经发展得相当成熟了，外文配音就变得很寻常了。

### 好莱坞的黄金时代

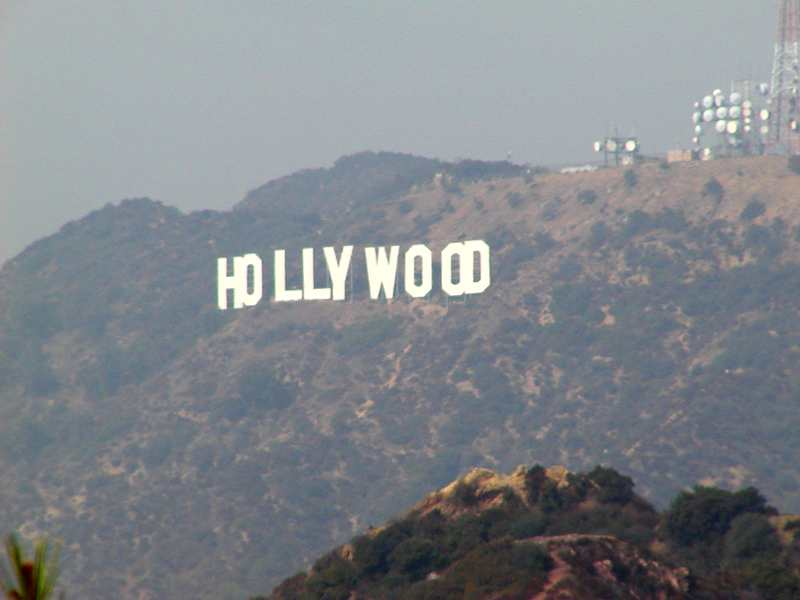
好莱坞的标志

所谓好莱坞“黄金时代”，是指从1920年代末，即无声电影时代末期，至1950年代末这段时间。上万部电影在此期间产生。其开始标志是1927年出品《爵士歌手》，其中音效的使用不仅结束了无声电影时代，同时也增加票房收入。不管是西部片、闹剧、音乐剧、动画片还是传记片，好莱坞影片几乎都遵循一个模式——每个电影公司出品的电影，都有自己特定制片团队。例如，塞德里克·吉本斯（Cedric Gibbons）和赫伯特·史托哈特（Herbert Stothart）效力于米高梅电影公司，艾佛瑞·纽曼在二十世纪福克斯电影公司工作了20年，賽西爾·德米爾的电影大多由派拉蒙电影公司制作，而导演亨利·金（Henry King）的电影则大多由福克斯出品。同时，人们根据影片中的演员阵容就可以大致猜出该部电影的出品公司，米高梅声称“旗下的电影明星比天堂里的还要多”。每个电影公司的电影题材和独特风格也使得人们猜到每部电影的出品公司——这一现象在今已不复存在。但是每部电影都与其他电影有着些许区别。不像汽车制造者，拍摄电影的人都是一些艺术家。譬如，1944年的电影《逃亡》（To Have and Have Not）之所以出名，并不仅仅是因为男一号的扮演者亨弗莱·鲍嘉和劳伦·巴尔考，而且是因为这部电影的剧本出自两位诺贝尔文学奖作家：电影原著小说作者海明威和该剧本改编者威廉·福克纳。
在整个1930年代以及黄金时代的大部分时间里，米高梅主宰着电影市场，并拥有大量好莱坞超级明星。同时，米高梅也因创造了好莱坞明星制而备受好评。米高梅的明星包括“好莱坞之王”克拉克·盖博、莱昂内尔·巴里莫尔、珍·哈露、诺玛·舒利亚、葛丽泰·嘉宝、珍妮特·麦克唐纳（Jeanette MacDonald）及其丈夫金·雷蒙德（Gene Raymond）、斯宾塞·屈赛、朱迪·加兰以及金·凯利。在这一时期美国电影业取得的另一个伟大成就是华特迪士尼公司。1937年，迪士尼制作了当时最成功的电影，《白雪公主与七个小矮人》。1939年，米高梅创作了历史上最成功的电影——《乱世佳人》，尽管在大萧条时期，这部电影仍然是史上票房最高的。
很多电影历史学家对这一电影高产时期创作出的许多伟大电影作品都做出了评价。其中一个原因可能是：制作了这么多部电影，并不是每一部都必须成为热门。电影厂可以在一部有着优秀剧本与相对不是那么出名的演员的中等预算故事片身上冒险：而由奥森·威尔斯导演的《公民凯恩》符合以上描述，它也被视为史上最伟大的电影。另一些情况下，像霍华·霍克斯、希区柯克及法兰克·卡普拉等坚定的导演们为了达到他们的艺术理念，而与片厂进行“斗争”。1939年是片厂制度的鼎盛时期，有很多经典电影在这一年发行，如：《绿野仙踪》、《乱世佳人》、《驿马车》、《史密斯先生上美京》、《呼啸山庄》、《天使之翼》、《异国鸳鸯》与《午夜》等。黄金时代以来的电影中，现在被誉为经典的有：《卡萨布兰卡》、《风云人物》、《一夜风流》、原版《金刚》、《叛舰喋血案》（Mutiny on the Bounty）、《城市之光》、《红河》与《大礼帽》等。

### 片厂制度的没落
1940年后期，片厂制度和好莱坞“黄金时代”开始没落，主要的原因是：
- 合众国诉派拉蒙影业公司案使电影制作和剧院分家
- 电视机的普及

“小三”(环球影城，美国艺术家和哥伦比亚影业)没有自己的剧院，拒绝分享同意裁判书。许多独立制片人也对折衷和形成一个众所周知的独立运作电影制片人的体系，控告派拉蒙垄断底特律剧院不满意-因为派拉蒙通过控制演员，像鲍勃霍普，波莱特戈达德，维朗妮卡湖，贝蒂赫顿，经纪人透露宾克罗斯比，艾伦拉德和长期为加里库珀工作室工作的长期演员-自1942年开始。在二战期间，五大电影公司没有达到同意裁判书的要求，没有发生重大后果。但是二战结束后，在好莱坞反垄断案中，他们作为被告加入了派拉蒙。
最高法院最终裁决主要制片厂电影院的所有权和影片发行是违反谢尔曼反托拉斯法。结果，工作室开始释放演员和技术人员通过与他们的合同。好莱坞主要的工作室改变了电影的模式，因为每个工作室都挺有一个完全不同的演员阵容和创新团队。这导致了逐渐失去特色，米高梅电影制片公司、派拉蒙公司、宇宙公司，哥伦比亚公司，RKO公司和福克斯电影公司很快认识到这一点。但是某些电影人，例如塞西尔B德米尔公司同演员的合同也是到他们职业生涯的最后或者电影使用相同的创意团队，以至于德米勒电影无论是1932年制造还是1956年制造看起来仍然像是一个模式。并且每年电影制作的数量随着平均预算猛增而下降，在行业策略上标志一个重大变化。现在工作室目的在于生产娱乐，而这种娱乐是电视无法提供的： 壮观的，有英雄色彩的影片。工作室还开始出售部分电影胶片库给其他公司去销售电视。到1949年，所有大型电影制片厂放弃了他们剧院的所有权。
电视也有助于好莱坞黄金时代的下降，因为它打破了电影业在美国娱乐界的霸权地位。尽管电影业在19世纪50年代随着长期政府检查制度淡化，在未来电影中能够获得一些影响力。在派拉蒙反垄断案结束后，好莱坞电影制片厂不再拥有电影院，因此致使美国影片能够在美国电影院不需要审查制度。这补充了1952年奇迹在斯泰因公司同约瑟夫威尔逊事件的决定。
美国最高法院改变了其早期的立场。从1915年的相互电影公司同俄亥俄州案工业委员会的案件中，陈述了电影是艺术的形式，有权保护第一修正案；美国法律不再审查电影。到1968年，美国电影协会（MPAA）代替了海斯法典-在政府威胁检查后，其现在极大侵犯了美国电影协会，证明准则的起源已经同电影分级制度一起结束了。

### 新好莱坞和后经典电影
后经典电影这词用来形容新好莱坞变化的故事叙述方式。人们认为新的剧本与塑造人物的新方式利用观众在经典时期培养起的期望：打乱的年份，以结局出人意料为特色的故事情节，主角与反派间模糊的台词。后经典故事叙述的本质展现在黑色电影中，如1955年《无因的反抗》，以及希区柯克情节支离破碎的《惊魂记》。
「新好莱坞」一词用来描述新一代电影学院培养的导演的崛起。他们掌握了六十年代欧洲发展起来的技巧。1967年电影《邦尼和克莱德》标志着美国电影重振的开端，也意味着此后新一代电影，在票房上能够取得成功。好莱坞一直坚守制片人中心制的原则，新好莱坞独立制片的出现，开创了导演和制片人融合的趋势，形成导演资本制。
同时担任电影制片人和导演的法蘭西斯·福特·柯波拉、佐治·卢卡斯、布莱恩·德·帕尔玛、马田·史高西斯、威廉·弗莱德金、史蒂芬·斯皮尔伯格开始拍摄向电影历史致敬的影片，并发展了现有的电影体裁与技巧。七十年代早期，他们的电影不仅受到好评，还取得票房成功。
早期的新好莱坞电影，例如邦尼与克莱德，逍遥骑士是成本较低的影片，没有道德上的英雄而是增加了性和暴力，然而，哥普拉，斯皮尔伯格与卢卡斯各自凭借《教父》，《大白鲨》以及《星际大战》取得了巨大成功，这有助于现代大片的产生，也吸引制片厂更加关注制作更多大片。
这些年轻导演的更多投入并没有带来好处。通常，他们把时间表排的太满，预算超支，因此导致自己或摄影棚破产。最有名的两个例子是科波拉的《旧爱新欢》，最典型的是迈克尔·西米诺的《天堂之门》，单是这部影片就使美国联艺电影公司破产。
1. Film noir 黑色电影，即好莱坞侦探片，特别是强调善恶划分不明确的道德观与来自於性的动机的题材。好莱坞经典黑色电影时期被广泛认为从1940年代至1950年代末。这个时期的黑色电影带有压抑黑白片的视觉风格，源自德国表现主义电影，同时很多典型的情节以及对经典黑色电影普遍看法来自于美国大萧条时期的犯罪小说。“Film noir”这个词来自法语，1946年第一次被法国评论家Nino Frank使用，但当时大部分美国电影业界人士并不了解这个概念。影史学家和评论界在事后才定义黑色电影；很多后来被认为是拍摄黑色电影的电影人声称当时并没有意识到在制作一个新类型的影片。
2. Hitchcock

Sir Alfred Hitchcock，（1899年8月13日－1980年4月29日）原籍英国，是一位闻名世界的电影导演，尤其擅长于拍摄惊悚悬疑片。这位世界所公认的恐怖大师，事实上也是由他发明了“惊悚文艺类影片”（the thriller genre）这一电影类型。阿佛莱德·希区柯克同时也是个优秀的技师，熟练的把性感、悬疑、幽默都融合在一部电影里。

## 今日好萊塢

### 運作特色
好萊塢電影常會有透過片廠（電影發行商）與製作人簽約合作的方式，分別讓片商負責販售的通路，而製作人則專注於電影本身，出產行銷全球的大型製作影片。

### 敘事美學
在好萊塢影片的劇情鋪陳，少有文化或語言的障礙，其主題多是可跨文化傳播的高概念電影，這樣的作品因為主題符合主流市場，故全球都容易推銷。因此現在好萊塢也成為世界許多地方電影的代名詞。雖然此類電影票房好、跨文化，但也有文化評論者批判若獨尊高概念電影，會造成電影敘事風格如出一轍，了無新意，「是一種商業化和專斷化，最終將導致多樣化的消失。面對這樣的全球霸權，負責任的電影人和批評家應該讓眼光超越好萊塢，建設多元的電影模式」。

### 產業規模
美國因為電影相關的文化產業，造就了許多的工作機會與龐大的商機。據美國電影協會報告指出，2011年美國電影業造就的就業總數超過220萬人，其中約有70萬名為直接的電影行業從業人員，另外150萬名為間接受僱支援電影製作工作的各種人員，2012年美國電影業收入為107億美元。。

## 好莱坞的多元文化
好莱坞電影的繁榮始終離不開她以美國基石文化為依託的多元化風格。在吸引了全球幾乎所有的著名影人后，美國電影的風格亦幾乎就是世界各國電影的一個縮影。很多電影強國為好莱坞貢獻了大量的優秀導演、製片人、演員、攝影師以及其他優秀的電影從業員；包括加拿大、英國、法國、意大利、澳洲等國。其中意大利電影從業員曾經開創了一個西部風格電影的成功時代，亦在1970年代製作了大量經典的黑幫題材電影。澳洲的電影從業員在好莱坞有“桉樹葉幫”之稱，自1950年代後湧現出大量的優秀電影從業員於好莱坞發展。

## 票房
- 北美最高電影票房 (美國及加拿大）
- 全球最高電影票房